# Platanthera bifolia
La platantera comune (Platanthera bifolia (L.) Rich., 1817) è una pianta erbacea perenne, dai delicati fiori bianchi, appartenente alla famiglia delle Orchidacee.

## Etimologia
Il nome generico (Platanthera) deriva dal greco e fa riferimento alla forma delle antere del fiore (“fiore ad antere larghe e piatte”). L'epiteto specifico (bifolia) si riferisce alla presenza delle due foglie basali.
Il binomio scientifico di questa pianta inizialmente era Orchis bifolia, proposta dal botanico e naturalista svedese Carl von Linné (1707 - 1778) in una pubblicazione del 1753, modificato successivamente in quello attualmente accettato (Platanthera bifolia), proposto dal botanico francese Louis Claude Marie Richard (1754 – 1821) nella pubblicazione dal titolo  ”De Orchideis Europaeis Annotationes” del 1817.
In lingua tedesca questa pianta si chiama Weiße Waldhyazinthe oppure Zweiblättriges Breikölbchen; in francese si chiama Platanthère à deux feuilles; in lingua inglese si chiama Lesser Butterfly-orchid.

## Descrizione

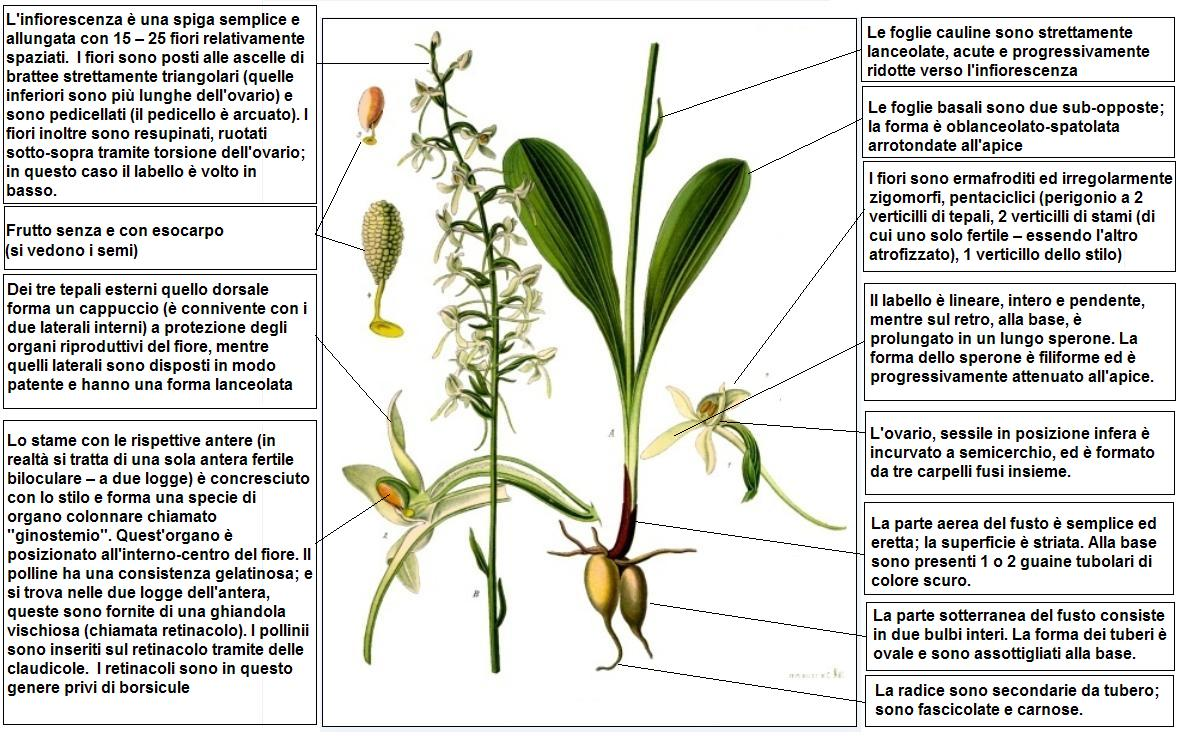
Descrizione delle parti della pianta

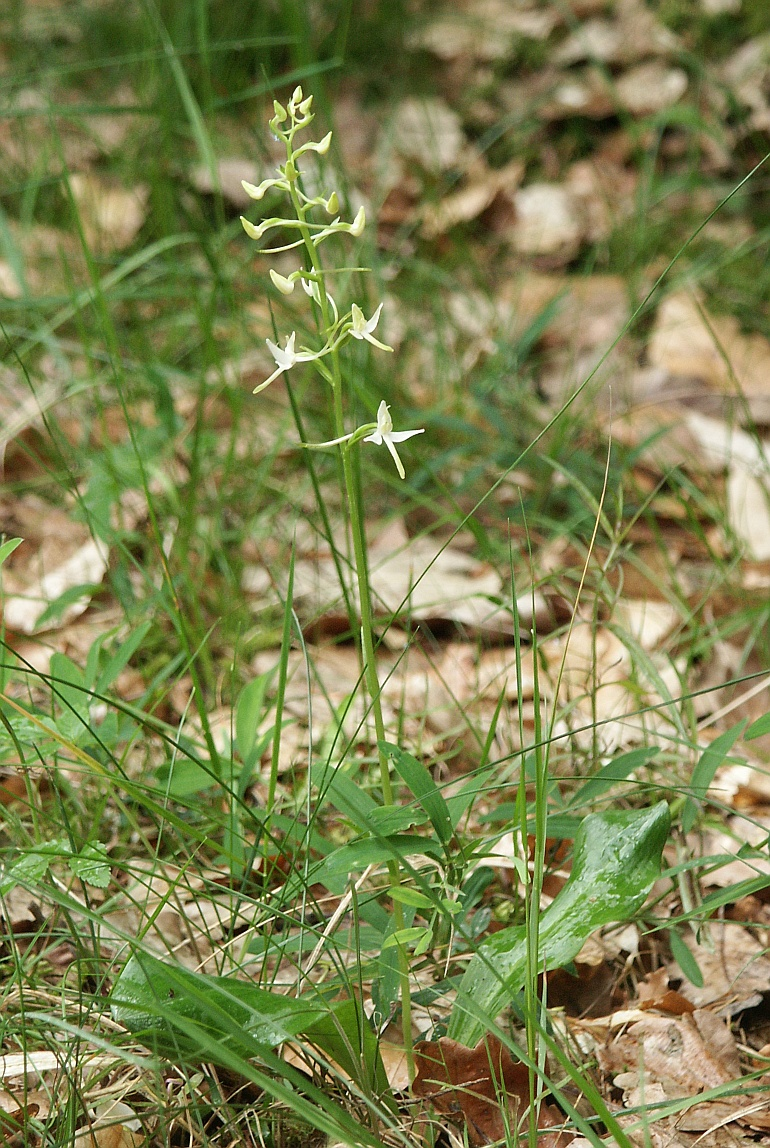
Il portamento

È una pianta erbacea geofita bulbosa (G bulb), ossia che porta le gemme in posizione sotterranea, la cui altezza varia dai 15 ai 50 cm. Durante la stagione avversa non presenta organi aerei e le gemme si trovano in organi sotterranei chiamati bulbi, organi di riserva che annualmente producono nuovi fusti, foglie e fiori.

### Radici
Le radici sono secondarie da bulbo; sono fascicolate e carnose.

### Fusto
- Parte ipogea: la parte sotterranea consiste in due bulbi interi. La forma di questi bulbi è ovale e sono assottigliati alla base. Dimensione dei bulbi: larghezza 0,8 – 1,4 cm; lunghezza 2,5 – 3 cm.
- Parte epigea: la parte aerea del fusto è semplice ed eretta; la superficie è striata. Alla base sono presenti 1 o 2 guaine tubolari di colore scuro.

### Foglie

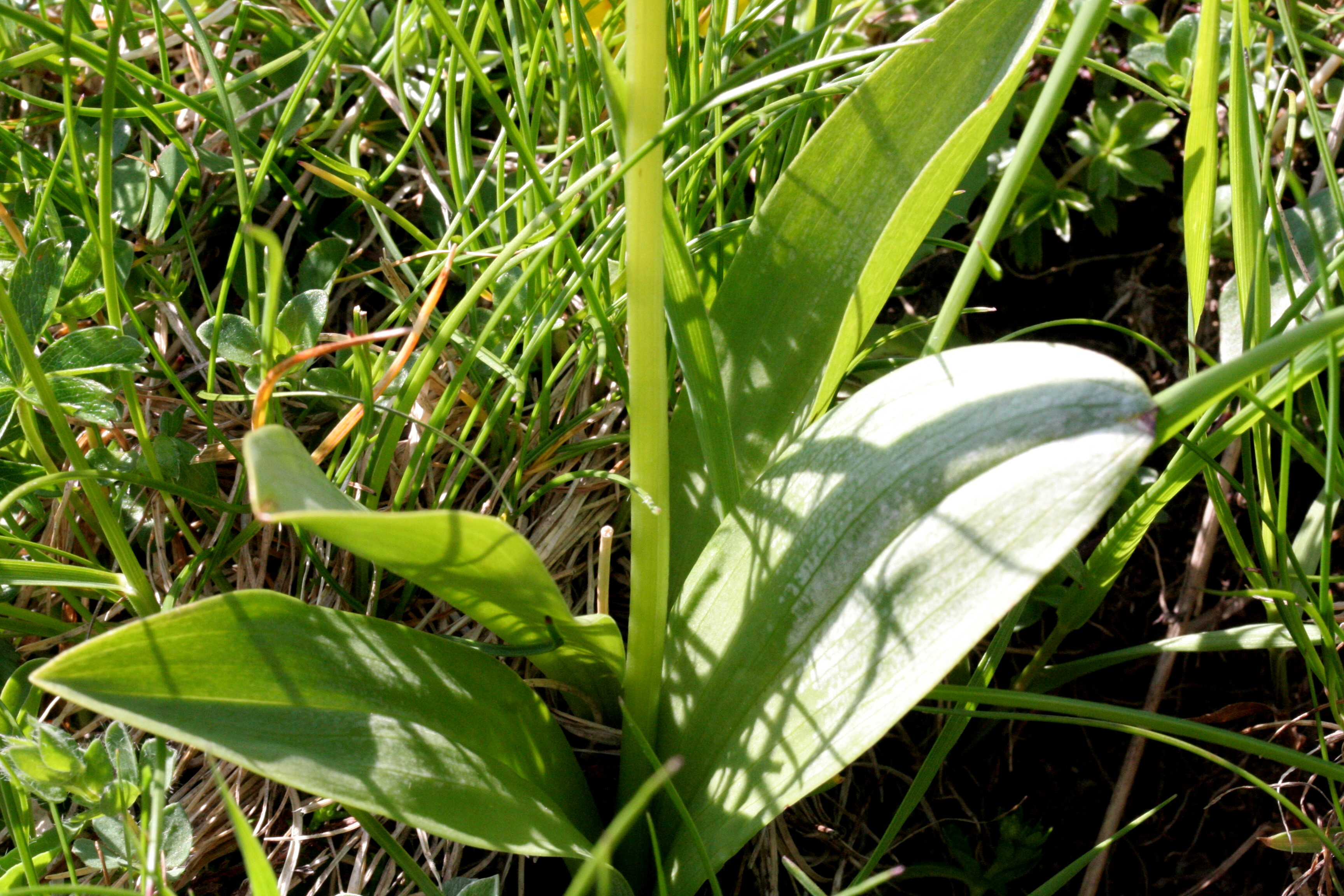
Le foglie basali
Località: Cima Sappada, Sappada (BL), 1290 m s.l.m. - 18/06/2009

Le foglie sono tutte intere a nervature parallele (13 – 15 nervi in quelle basali); la forma delle foglie basali è diversa da quelle cauline (dimorfismo fogliare).
- Foglie basali: le foglie basali sono due sub-opposte (raramente sono presenti 3 o 4 foglie basali); la forma è oblanceolato-spatolata arrotondate all'apice. Dimensione delle foglie basali: larghezza 2 – 3 cm; lunghezza 8 – 12 cm.
- Foglie cauline: le foglie cauline sono strettamente lanceolate, acute e progressivamente ridotte verso l'infiorescenza. Dimensioni delle foglie cauline: larghezza 4 – 6 mm; lunghezza 15 – 25 mm.

### Infiorescenza

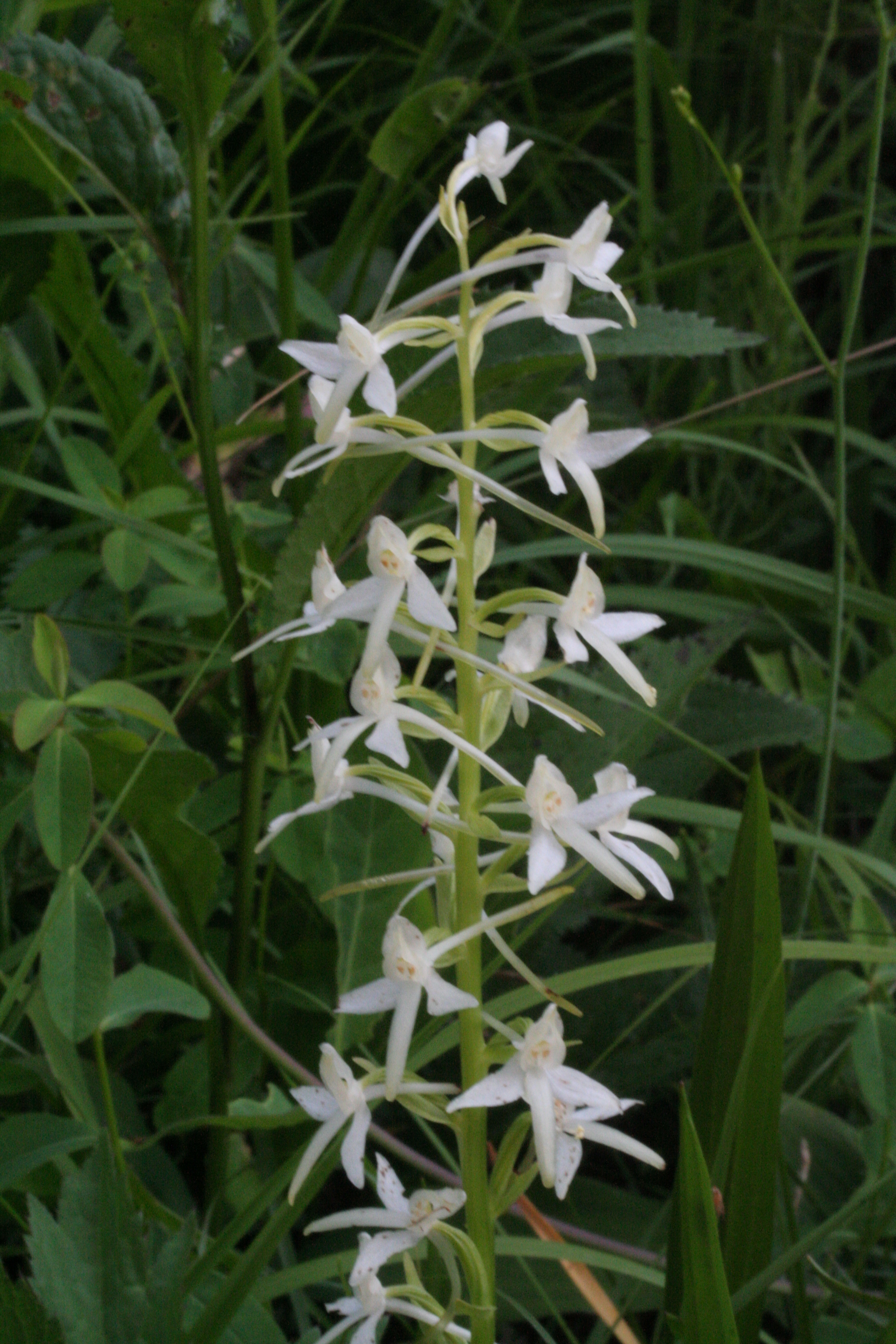
Infiorescenza
Località: Val Piana, Limana (BL), 850 m s.l.m. - 21/06/2008

L'infiorescenza è una spiga semplice e allungata con 15 – 25 fiori relativamente spaziati.  I fiori sono posti alle ascelle di brattee strettamente triangolari (quelle inferiori sono più lunghe dell'ovario) e sono pedicellati (il pedicello è arcuato). I fiori inoltre sono resupinati, ruotati sottosopra tramite torsione dell'ovario; in questo caso il labello è volto in basso. Dimensioni delle brattee: larghezza 3 mm; lunghezza 12 mm. Lunghezza dell'infiorescenza: 5 – 20 cm.

### Fiore

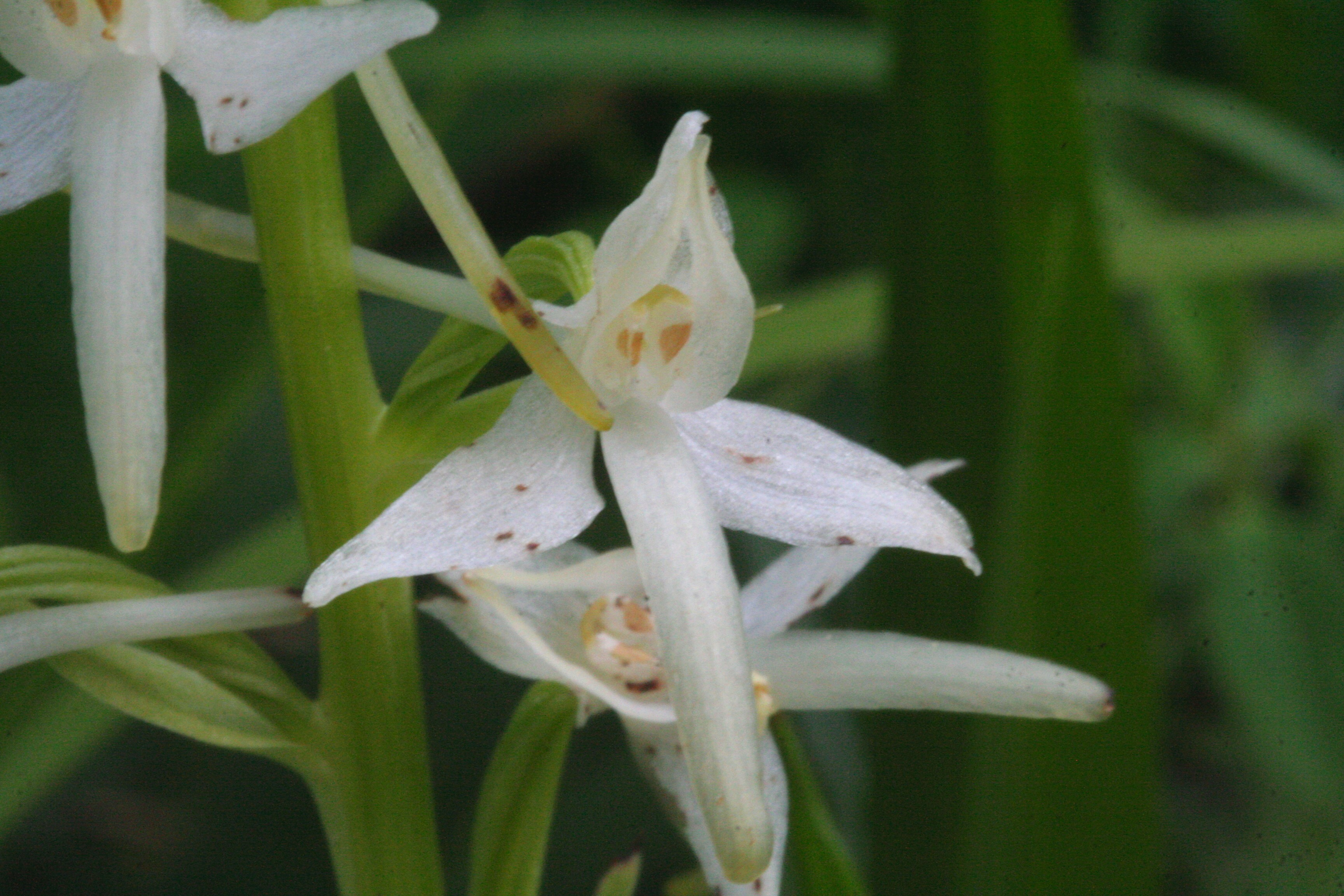
Il fiore
Località: Val Piana, Limana (BL), 850 m s.l.m. - 21/06/2008

I fiori sono ermafroditi ed irregolarmente zigomorfi, pentaciclici (perigonio a 2 verticilli di tepali, 2 verticilli di stami (di cui uno solo fertile – essendo l'altro atrofizzato), 1 verticillo dello stilo). Il colore dei fiori è bianco con sfumature verdastre e sono profumati. Dimensione dei fiori: 15 – 22 mm,
- Formula fiorale: per queste piante viene indicata la seguente formula fiorale:

P 3+3, [A 1, G (3)]
- Perigonio: il perigonio è composto da 2 verticilli con 3 tepali (o segmenti) ciascuno (3 interni e 3 esterni). Dei tre tepali esterni quello dorsale forma un cappuccio (è connivente con i due laterali interni) a protezione degli organi riproduttivi del fiore, mentre quelli laterali sono disposti in modo patente e hanno una forma lanceolata; dei tre tepali interni quello mediano (chiamato labello) è molto diverso dagli altri, mentre i due laterali sono identici tra loro, sono eretti e più stretti di quelli esterni. Dimensione del tepalo dorsale: larghezza 4 – 4,5 mm; lunghezza 5,5 – 6 mm. Dimensione dei tepali esterni laterali: larghezza 3,5 – 4 mm; lunghezza 6 – 7 mm. Dimensione dei tepali interni laterali: larghezza 1 mm; lunghezza 5,5 – 6 mm.
- Labello: il labello è lineare, intero e pendente, mentre sul retro, alla base, è prolungato in un lungo sperone. La forma dello sperone è filiforme ed è progressivamente attenuato all'apice. Il colore del labello è bianco come gli altri tepali (a volte può essere sfumato di verdognolo alla base). La lunghezza dello sperone è circa 1,5 volte quella dell'ovario (lunghezza 25 – 30 mm; larghezza 1,5 – 1,8 mm). Dimensioni del labello: larghezza 1,5 – 2 mm; lunghezza 12 mm.
- Ginostemio: lo stame con le rispettive antere (in realtà si tratta di una sola antera fertile biloculare – a due logge) è concresciuto con lo stilo e forma una specie di organo colonnare chiamato "ginostemio"[5]. Quest'organo è posizionato all'interno-centro del fiore. Il polline ha una consistenza gelatinosa; e si trova nelle due logge dell'antera, queste sono fornite di una ghiandola vischiosa (chiamata retinacolo). I pollinii sono inseriti sul retinacolo tramite delle caudicole.  I retinacoli sono in questo genere privi di borsicule[3]. Le due logge dell'antera sono ravvicinate e parallele. L'ovario, sessile in posizione infera è incurvato a semicerchio, ed è formato da tre carpelli fusi insieme. Lunghezza dell'ovario: 12 – 15 mm.
- Fioritura: da maggio a luglio.

### Frutti
Il frutto è una capsula globosa e pedicellata con diverse coste ed è deiscente per alcune di queste.  Al suo interno sono contenuti numerosi minutissimi semi piatti. Questi semi sono privi di endosperma e gli embrioni contenuti in essi sono poco differenziati in quanto formati da poche cellule. Queste piante vivono in stretta simbiosi con micorrize endotrofiche, questo significa che i semi possono svilupparsi solamente dopo essere infettati dalle spore di funghi micorrizici (infestazione di ife fungine). Questo meccanismo è necessario in quanto i semi da soli hanno poche sostanze di riserva per una germinazione in proprio..

## Biologia
La riproduzione di questa pianta avviene in due modi: 
- per via sessuata grazie all'impollinazione degli insetti pronubi (farfalle notturne delle famiglie Sphingidae e Noctuidae); il nettare si trova nella parte più interna dello sperone per cui l'insetto deve essere dotato di una spirotromba adatta (abbastanza lunga). L'insetto, durante questa operazione di assunzione del nettare, si spinge tra le masse polliniche staccando così alcuni frammenti di polline che essendo appiccicoso aderisce subito al suo corpo per essere trasportato via.
- per via vegetativa in quanto il bulbo possiede la funzione vegetativa per cui può emettere gemme avventizie (getti laterali) capaci di generare nuovi individui.

## Distribuzione e habitat
- Geoelemento: il tipo corologico (area di origine) è Paleotemperato - Eurasiatico.
- Diffusione: la Platantera è diffusa su tutto il territorio italiano (nelle isole è un po' rara). Fuori dall'Italia, sui rilievi europei si trova ovunque (manca però nelle Alpi Dinariche). Fuori dall'Europa la Platantera si trova nel Caucaso, nell'Himalaya, in Siberia e in modo discontinuo nell'Africa del Nord.
- Habitat: questa orchidea tollerando diverse condizioni di acidità occupa una vasta gamma di habitat, che comunque sono luoghi freschi e ombrosi come i boschi (con preferenza dei boschi di aghifoglie), gli arbusteti e i prati e le praterie rase subalpine e alpine. Il substrato preferito è sia calcareo che siliceo con pH neutro, bassi valori nutrizionali del terreno che deve essere mediamente umido.
- Diffusione altitudinale: sui rilievi queste piante si possono trovare fino a 2000 m s.l.m.; frequentano quindi i seguenti piani vegetazionali: collinare, montano e subalpino.

### Fitosociologia
Dal punto di vista fitosociologico la specie di questa voce appartiene alla seguente comunità vegetale: 
Formazione: delle comunità forestali 
Classe: Carpino-Fagetea sylvaticae

## Tassonomia
Il numero cromosomico di Platanthera bifolia è: 2n=42

### Sottospecie e varietà
Una sola delle varietà individuate dai vari botanici è riconosciuta come valida dalla World Checklist dei Kew Gardens:
- Platanthera bifolia var. kuenkelei (H.Baumann) P.Delforge (2000).

### Ibridi

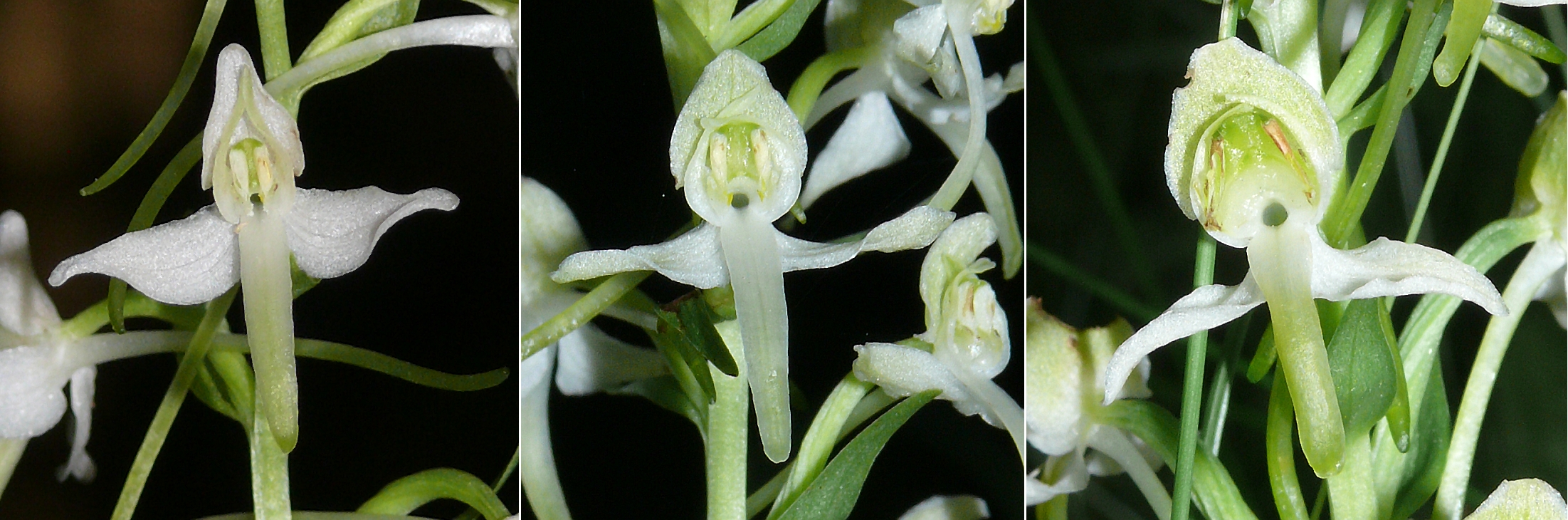
Ibridi a confronto (bifolia-ibrido-chlorantha)

Questa specie può facilmente ibridarsi con la specie Platanthera chlorantha (Custer) Richb (= Platanthera × hybrida Brügger, 1882). Sono possibili anche ibridi intergenerici (ma più raramente) con le orchidee Coeloglossum viride  e Dactylorhiza maculata subsp. fuchsii.

### Sinonimi
La specie di questa voce ha avuto nel tempo diverse nomenclature. L'elenco che segue indica alcuni tra i sinonimi più frequenti:
- Gymnadenia bifolia (L.) E.H.F. Meyer
- Hebenaria bifolia (L) R.Br.
- Orchis bifolia L. (1753) (basionimo)
- Platanthera solstitialis Bönn.

### Specie simili

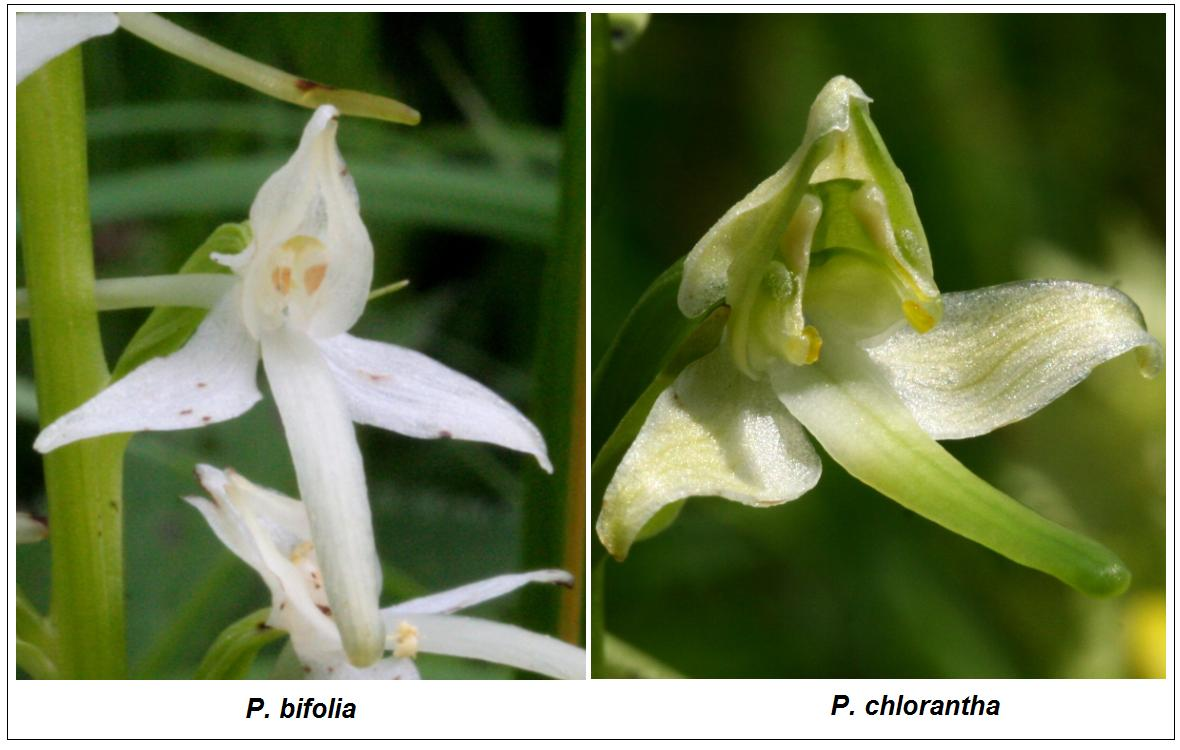
Le logge dell'antera

In Italia le due specie più comuni di Platanthera presenti sul territorio possono essere facilmente confuse; la chlorantha differisce dalla bifolia in quanto le logge dell'antera sono divergenti alla base (nella bifolia sono strettamente parallele), lo sperone all'apice è clavato e lievemente inclinato verso il basso; il colore dei fiori è inoltre più verdognolo. Diversi sono anche i componenti chimici della profumazione delle due orchidee che in questo modo attirano insetti pronubi diversi (questo per non incrociare inutilmente l'impollinazione).

## Usi

### Cucina
Di questa pianta, in cucina, sono usati i tuberi cotti. Dagli stessi si può ottenere, dopo essiccazione, per macinazione una farina bianca nutriente con la quale si possono fare delle bevande.

### Giardinaggio
Un certo uso di questa pianta viene fatta nel giardinaggio rustico (alpino o roccioso).

## Conservazione
Come tutte le orchidee è una specie protetta e quindi ne è vietata la raccolta e il commercio ai sensi della Convenzione sul commercio internazionale delle specie minacciate di estinzione (CITES).

## Galleria d'immagini

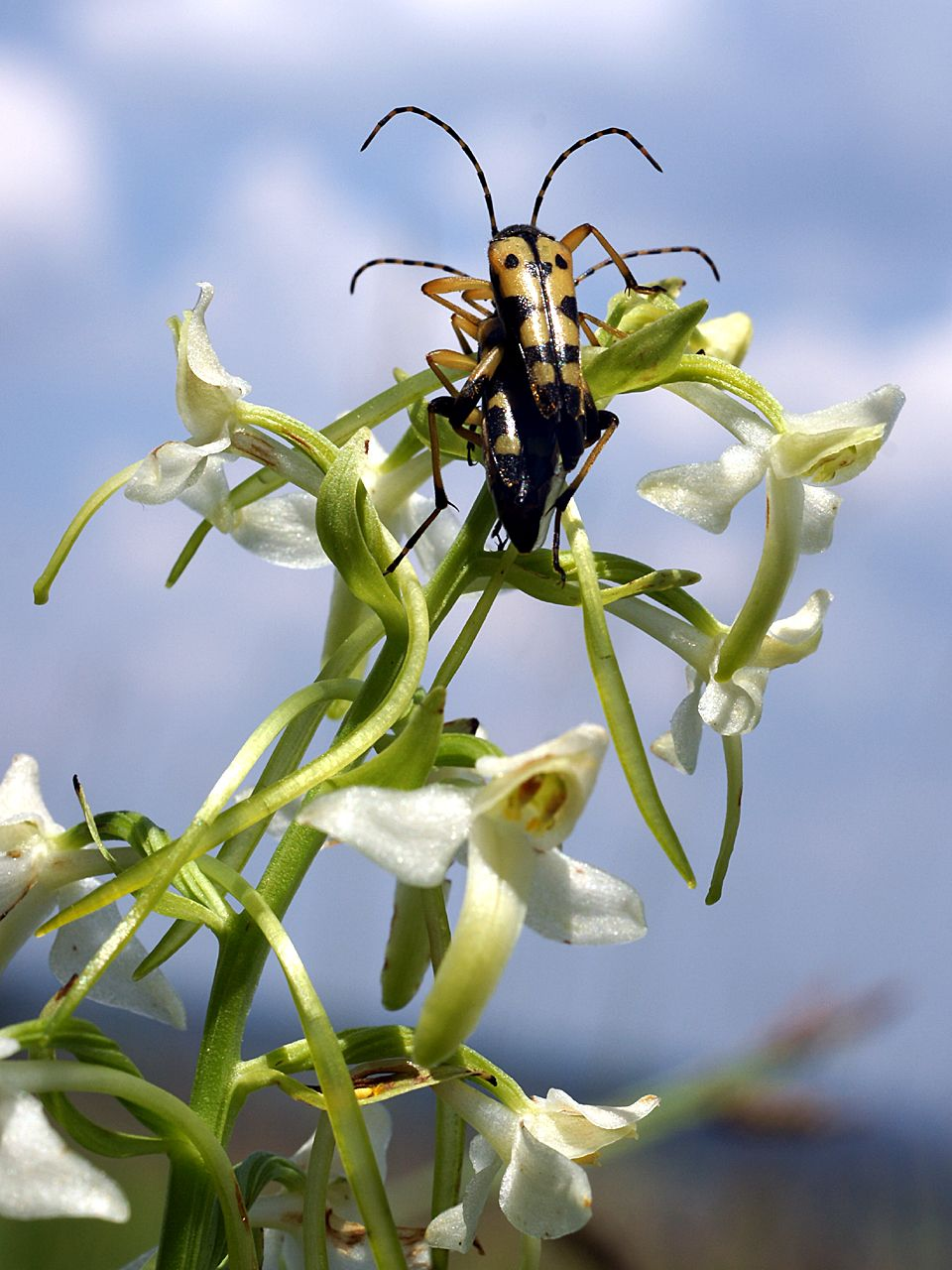
Platanthera × hybrida
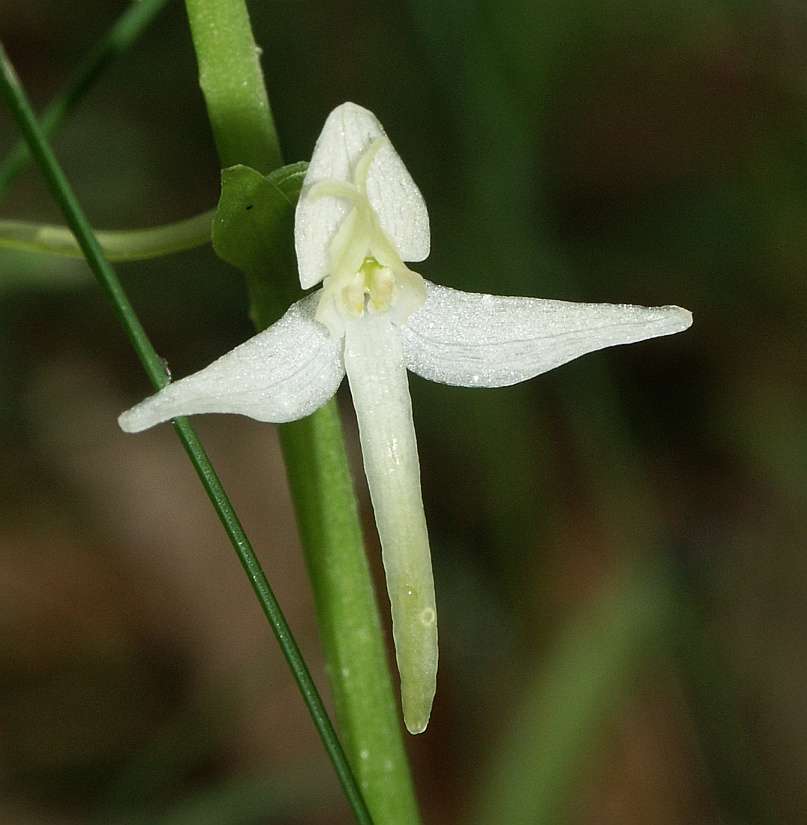
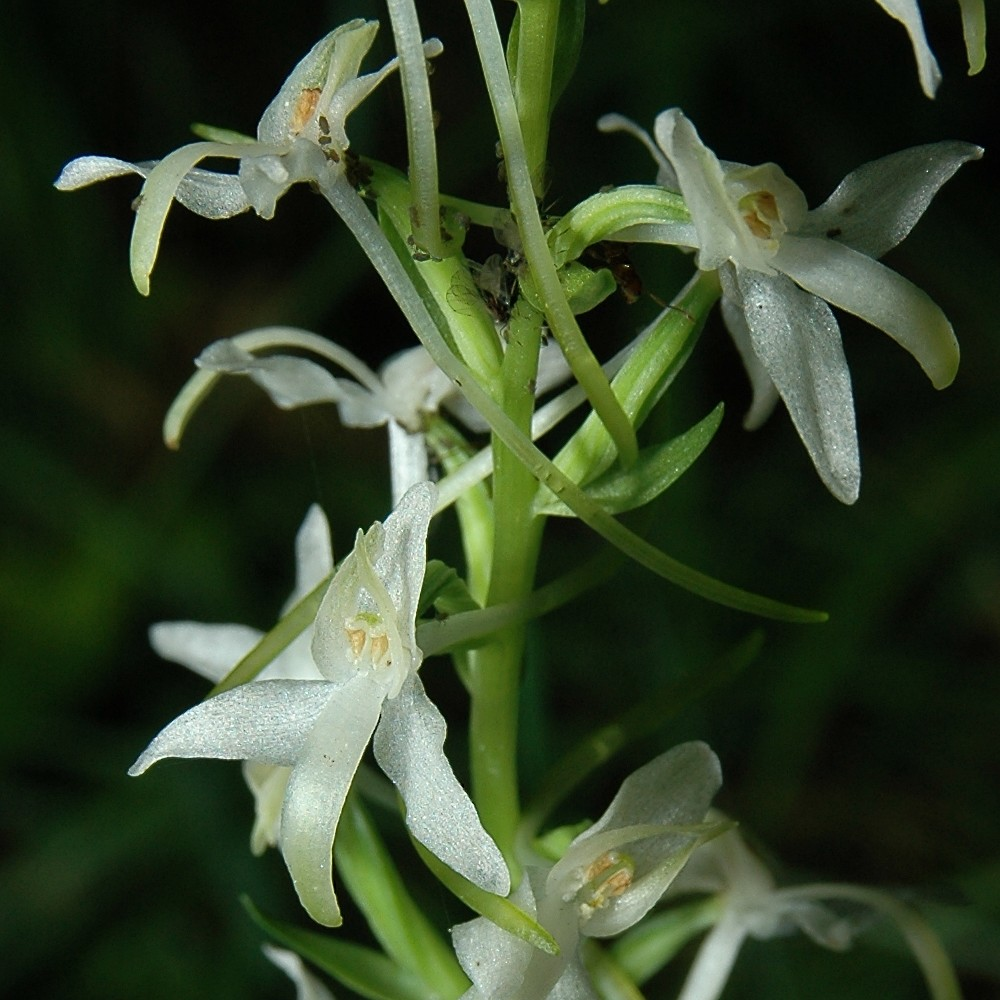
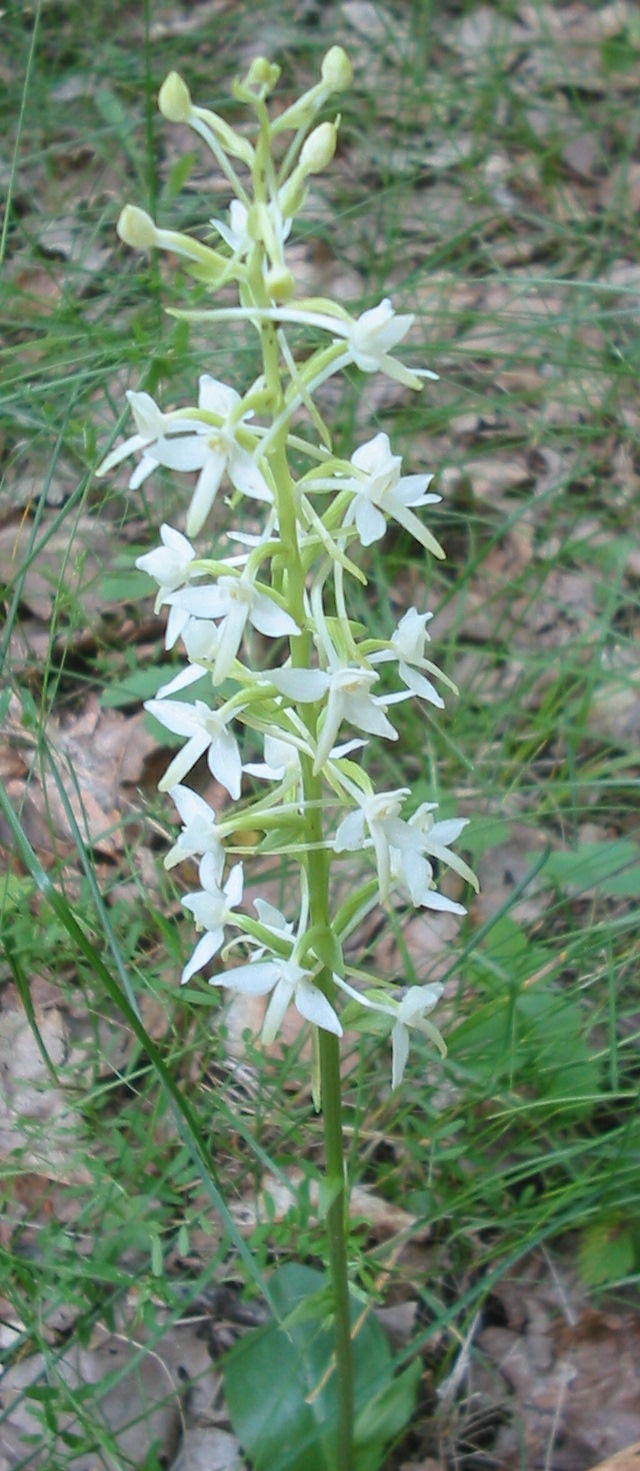